# Ősharasztok
Az ősharasztok vagy őscserjék (Psilotopsida) a harasztok (Pteridophyta) legősibb osztálya. A korpafüvekkel (Lycopodiophyta) együtt valószínűleg telepes zöldmoszatoktól származnak, amelyek hosszú idő alatt képesekké váltak a partmenti zónában való életre. Alkalmazkodtak az ottani viszonyokhoz (szárazság, magas sókoncentráció stb). A legújabb genetikai kutatások szerint az ősharasztok további fejlődése eredményezte a szövetes növények (Tracheophyta) többi nagy csoportjának, a valódi levelűek (Euphyllophyta) törzseinek kialakulását (közvetve vagy közvetlenül). A kihalt korai ősharasztok jellegzetes képviselője a Rhynia major, amely még levél és valódi gyökér nélküli ősharaszt volt. Ma élő képviselőik a Psilotales rendbe és a kígyónyelvpáfrányok (Ophioglossales) rendjébe tartoznak. A kígyónyelvpáfrányokat korábban nem sorolták az ősharasztok közé, hanem a páfrányok (Pteropsida) osztályába helyezték. Egyes újabb rendszerezések a kígyónyelvpáfrányokat Ophioglossophyta néven külön növénytörzsnek tekintik.

## Közös sajátosságok
A kihalt korai ősharasztrendek (Rhyniales, Zosterophyllales és Trimerophytales) közös sajátosságai:
- Az elágazásrendszer mindig villás volt. (A korábban az ősharasztok közé helyezett Asteroxylon-féléknek (Asteroxylaceae) monopodális elágazásrendszere volt, ki is derült, hogy ezek a növények egyértelműen a korpafüvek (Lycopodiophyta) kezdetleges képviselőinek tekinthetők.)
- A szár felületén leveleket még nem találunk, esetleg epidermisz-eredetű pikkelyeket vagy tüskéket (pl. Psilophyton princeps). Az Asteroxylonnál már kezdetleges mikrofillumok találhatók.
- Mivel levél nem volt, a fotoszintetizációt a szár végezte. (A mai növények között is van hasonló, természetesen ez csak másodlagos jelleg, például a zsurlók).
- A szárban középütt helyezkedett el a farész, kezdetleges tracheidasejtekkel, e körül a kezdetleges háncs. Ez a kezdetleges edényrendszertípus az ún. protosztélé (protostele).
- Általában földön kúszó (és nem a föld alatti) hajtástengelyük volt, és erről ágaztak felfelé a meddő és termő hajtásrészek.
- A sporangiumok a hajtások csúcsán álltak, alakjuk elliptikus, néha erősen csúcsos. A sporangiumot viselő ágak a termő hajtásrészek (telómák).
- A hajtáson kezdetleges gyökérkezdeményeket is találtak, melyek valószínűleg az epidermisz kinövései, a korpafüvekéhez hasonlóan. Ebből fejlődtek ki később a valódi levelűek (Euphyllophyta) gyökerei.
- Izospórásak voltak, a metagenezis még valószínűleg kezdetleges izomorf típusú volt, azaz a sporofiton és a gametofiton nemzedék alig különbözött egymástól.